# Europastraße 88
Die Europastraße 88 (kurz: E 88) durchquert die Türkei von Ankara in östlicher Richtung durch den anatolischen Teil der Türkei bis nördlich von Refahiye. Als Autobahn ist die Europastraße nicht ausgebaut und erst 2005 auf Vorschlag der Türkei als Erweiterung in das Netz aufgenommen.

## Verlauf
Die Europastraße 88 führt beginnend von Ankara, wo sie von den Europastraßen 89 und 90 abgeht, über die D 200 nach Kırıkkale und dann nach Yozgat. Die nächste Station ist Sivas, von wo letztlich die Straße nördlich von Refahiye sich mit der Schnellstraße D 100 vereinigt. Dort trifft die E88 auf die E80.
Die Europastraße 88 durchquert die türkischen Provinzen Ankara, Kırıkkale, Yozgat, Sivas und Erzincan.